# ويكي سكانر
ويكي سكانر (بالإنجليزية: WikiScanner) ويعرف كذلك باسم مسبار ويكيبيديا وهو جهاز تدقيق إلكتروني ابتكرها فيرجيل غريفث في 14 أغسطس 2007 يمكنه تحديد هوية المؤسسات والمنظمات التي تقوم بادخال تعديلات أو تنشئ مقالات على ويكيبيديا.
حيث يقوم بمسح نحو 5,300,00 عملية إضافة أو تعديل، كما يتقصى مصدرها ليصل في النهاية إلى الآي. بي الذي تمت منه العملية.
ويقوم البرنامج بنشر أبحاث قابلة للعرض العام حول أي منظمات أو مؤسسات تم من خلال عناوين آي.بي تعود إليها القيام بأي تعديلات على صفحات ويكيبيديا.
إلا أن ويكي سكانر لا تعمل ولاتقدم بيانات حول التعديلات التي تمت باستخدام خاصية اسم المستخدم.
وفقا لمجلة وايرد "Wired" فان معظم التعديلات «لم تكن ضارة إلى حدا ما».
كما أن أغلب التعديلات التي استرعت الانتباه والتي كانت ممنهجة كانت من قبل مؤسسات من قبل قناة فوكس نيوز وشبكة الجزيرة القطرية والطاقم العامل للسيناتور الأمريكي روبرت بيرد والسي آي ايه.
كما سبق لحواسيب تابعة للفاتيكان إجراء تعديلات على مقالة جيري آدامز زعيم الجناح السياسي لمنظمة الجيش الجمهوري الأيرلندي.
كذلك سبق لمحرر كان يستخدم جهاز حاسوب تابعا للشركة الأميركية التي تصنع آليات التصويت الإلكتروني ديبولد "Diebold"، مقاطع بأكملها تتعلق بشأن تحفظات واسعة أبداها المحترفين في مجال الأمن الإلكتروني حول مدى مصداقية أجهزة ديبولد.
كذلك محيت معلومة تذكر أن مدير تلك الشركة قد قام بجمع أموال لصالح الرئيس الأمريكي السابق جورج دبليو بوش.

## وصلات خارجية
- WikiScanner
- موقع فيرجيل غريفث